# Операција Динамо
Операција Динамо је назив за масовну евакуацију снага британских експедиционих снага и француских јединица преко Ламанша, за време битке за Денкерк током Другог светског рата. Операција, којом је из Довера командовао вицеадмирал Бертрам Ремзи трајала је од 27. маја до 3. јуна 1940. године. За 9 дана евакуисано је 338.226 британских и француских војника. У овој операцији учествовала су сва пловила која су британци у том тренутку имали на располагању укључујући и приватне јахте, тегљаче, рибарске бродиће и сл. чије цивилне посаде су се одазвале позиву британског адмиралитета. Уколико власници бродова нису могли бити лоцирани на време, њихови бродови су једноставно реквирирани за потребе морнарице. Ови мали бродићи служили су за превоз трупа са плажа код Денкерка до већих бродова који су чекали на пучини. Иако је у сећању британске нације остало „Чудо малих бродића“ које се збило код Денкерка, преко 80% војника евакуисано је уз помоћ 41 разарача и других већих бродова који су учествовали у операцији.
Назив операције потиче од некадашњег складишта електричних генератора у штабу британске морнарице испод Доверског замка.

## Ток операције
Првобитним планом предвиђена је евакуација 45.000 војника БЕК током два дана јер се сматрало да је Немцима толико потребно да освоје Денкерк. Током овог периода евакуисано је само 25.000 људи, укључујући 8.000 колико је евакуисано првог дана. Међутим, брзина евакуације из џепа код Денкерка је све више узимала маха. Упркос првом тешком ваздушном нападу који је извела немачка Луфтвафе на британску морнарицу која је вршила евакуацију, 29. маја евакуисано је 47.000 британских војника док је следећег дана евакуисано 54.000 војника укључујући и припаднике француске војске. Командант БЕФ-а евакуисан је 31. маја заједно са 68.000 војника. Још 64.000 војника евакуисано је 1. јуна пре него што су немачки ваздушни напади спречили евакуацију током дана. Јединице британске заштитнице евакуисане су 2. јуна заједно са 60.000 француских војника. Додатних 26.000 француских војника евакуисано је последње ноћи операције.
Преостале јединице, које су водиле заштитне борбе, углавном Французи, предале су се 3. јуна 1940. године. Следећег дана BBC је јавио: „Генерал-мајор Харолд Александер данас је у моторном чамцу извршио инспекцију обале у близини Денкерка како би се уверио да нико није изостављен, пре него што се последњи бродови запуте ка британском копну."

## Губици
Упркос успеху операције, немачка војска је заробила целокупну тешку опрему и наоружање БЕК које је остало напуштено, као и неколико хиљада француских војника из заштитнице. Потопљено је шест британских и три француска разарача, заједно са још девет већих бродова, док је деветнест разарача оштећено. Око 200 мањих савезничких бродова такође је потопљено, док је истоветан број оштећен. РАФ је у ваздушним борбама током Операције Динамо избугио 177 авиона у односу на немачке губитке који су износили 240 авиона.

### Значајнији губици у бродовима
Најтежи губици Британске краљевске ратне морнарице била су шест разарача:
- Графтон, потопљен 29. маја од стране немачке подморнице У-62
- Гренејд, потопљен у ваздушном нападу 29. маја на источном доку у Денкершкој луци
- Вејкфул, потопљен 29. маја торпедом испаљеним са немачког Е-чамца С-30
- Базилиск, Хавант и Кит, потопљени у ваздушним нападима 1. јуна

Француска морнарица изгубила је три разарача:
- Буреск, ударио у мину у близини Њепора, 30. маја
- Сирок, потопљен 31. маја од стране немачких Е-чамаца С-23 и С-26
- Л'Фудроан, потопљен у ваздушном нападу 1. јуна

## Епилог
Све до самог завршетка операције, британска прогноза о њеном исходу била суморна па је чак и британски премијер Винстон Черчил упозорио Дом комуна да буде спреман на „тешка времена“. Касније је Черчил успех операције окарактерисао као чудо. Усхићеност оваквим невероватним успехом може се још увек осетити и данас у Британији. Британска штампа била је веома успешна у представљању евакуације као „Катастрофе која се претворила у тријумф“ да је Черчил био принуђен, да у свом фовору од 4. јуна упозори земљу да „пази да не припише овом спасењу атрибуте победе. Ратови се не добијају евакуацијама."
Успешна евакуација британских трупа из Денкерка подигла је морал британског становништва што је окончало било какво даље разматрање могућности закључења мира са Немачком, с обзиром на чињеницу да је Британија повратила могућност да се брани од могуће немачке инвазије. Чим је опасност од немачке инвазије прошла, Британија је почела да шаље трупе на угрожена подручја на Блиском истоку и другим ратиштима. Официри и војници евакуисани током Операције Динамо представљаће нуклеус за проширивање британске армије која ће се 1944. године вратити у Француску.
Давање предности британским на рачун француских јединица, током евакуације довело је до стварања огорчења у француској јавности које ће дуго бити камен спотицања у односима двеју држава, нарочито за време окупације када је Вишијевска Француска овакав британски поступак успешно користила у пропагандне сврхе.